# Harry Hopkins
Pour les articles homonymes, voir Hopkins.
Harry Hopkins, né le 17 août 1890 à Sioux City (Iowa) et mort le 29 janvier 1946 à New York, est un homme politique américain. Membre du Parti démocrate, il est secrétaire au Commerce entre 1938 et 1940 dans l'administration du président Franklin Delano Roosevelt. Avant d'occuper ce poste, il est déjà un proche conseiller du président : il est entre autres l'un des précurseurs du New Deal et de programmes qui lui sont rattachés, comme la Works Progress Administration qu'il dirige et transforme en premier employeur des États-Unis. Durant la Seconde Guerre mondiale, il devient conseiller diplomatique en chef et le confident de Franklin D. Roosevelt, jouant un rôle clé dans l'élaboration du Lend-Lease, destiné aux Alliés.

## Biographie

### Fonctionnaire de l'État de New York
Harry Hopkins naît dans l'Iowa. Il est élève au Grinnell College, dont il sort diplômé en 1912. Après ses études universitaires, il travaille dans différents départements d'aide sociale à New York. Il rencontre Franklin Delano Roosevelt alors que ce dernier est gouverneur de l'État de New York, à la fin des années 1920. Harry Hopkins est confirmé dans ses fonctions après 1932, auprès du président. Fort de son expérience des services sociaux de New York, il devient l'un des principaux théoriciens et responsables du New Deal. Il est brièvement secrétaire au Commerce entre décembre 1938 et septembre 1940 puis devient le principal conseiller de Roosevelt après son départ du Cabinet présidentiel.

### LeNew Deal

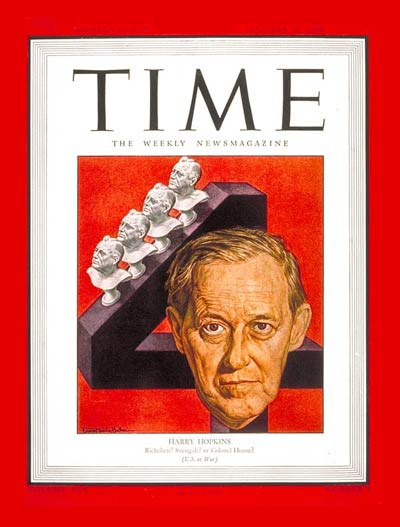
Harry Hopkins en couverture du Time (1945).

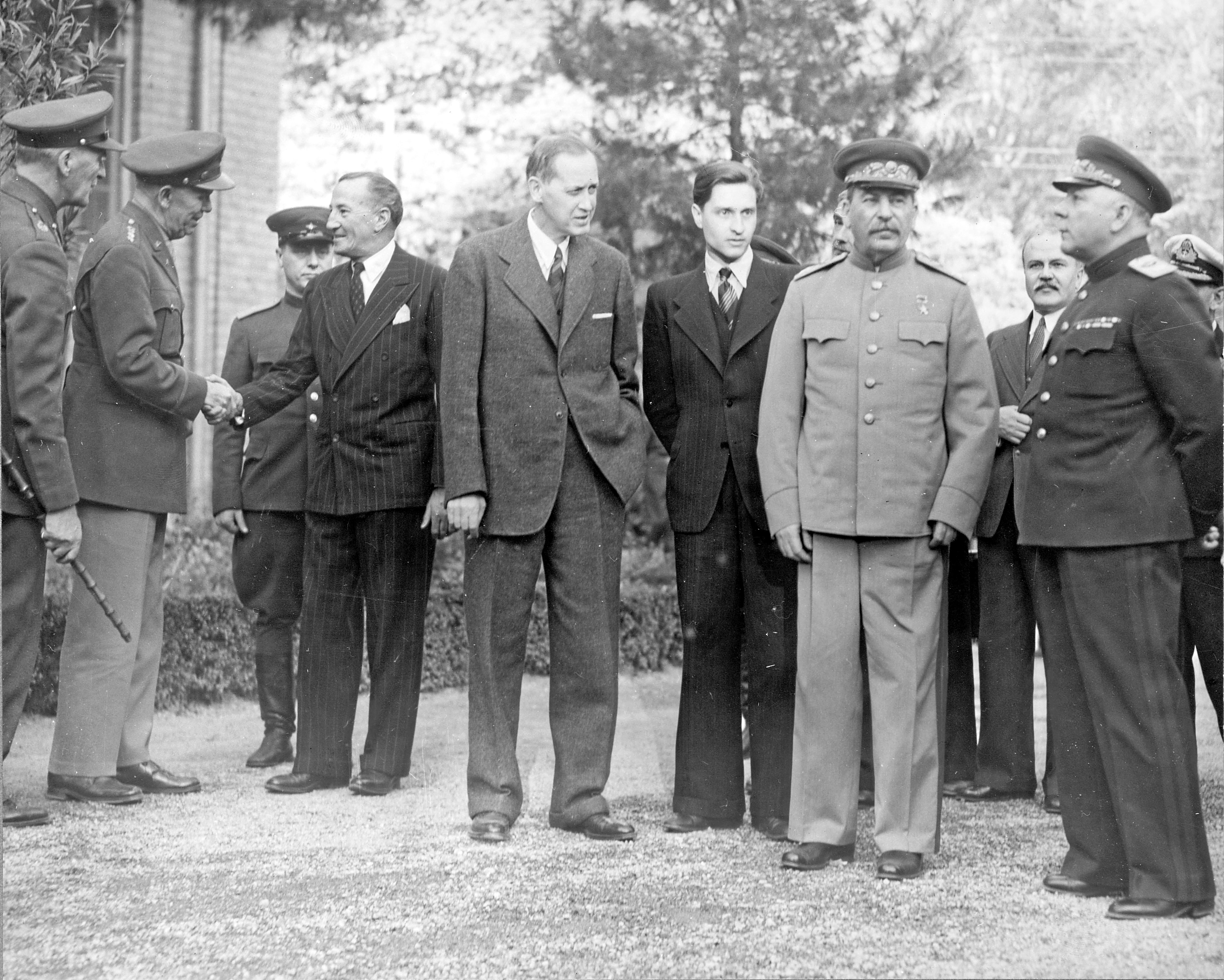
À Téhéran en décembre 1943 avec de gauche à droite : George Marshall (général), Archibald Clark Kerr, Harry Hopkins, Valentin Berezhkov l'interprète, Joseph Staline, Viatcheslav Molotov, Kliment Vorochilov et d'autres.

En mars 1933, Franklin Roosevelt le nomme administrateur fédéral de l'assistance publique à Washington. Convaincu que le travail salarié est plus valorisant d'un point de vue psychologique que la distribution d'aides (la Dole), Harry Hopkins cherche à poursuivre et généraliser les programmes d'assistance aux travailleurs de l'administration de l'ancien président Herbert Hoover, et en particulier la FERA. Il supervise ainsi la FERA, la Civil Works Administration (CWA) et la Works Progress Administration (WPA). Plus de 90 % des personnes employées par Harry Hopkins étaient au chômage, ou assistées. Son rival, Harold LeClair Ickes, créa un programme rival, la Public Works Administration, qui pourvoie également des emplois, mais n'exige pas que les employés soient au chômage ou assistés. Harry Hopkins crée ensuite des programmes en faveur de la jeunesse (National Youth Administration) ainsi que pour les artistes et les écrivains (Federal One Program).
Le FERA, qui fonctionne entre 1933 et 1935, est un avatar de programme d'assistance de Herbert Hoover, et impose de fournir de l'argent aux localités pour gérer l'aide aux travailleurs. La CWA fonctionne selon le même principe, mais se concentre sur des projets de court terme (tels que les travaux de maintenance). La WPA fonctionne d'une manière totalement nouvelle, puisqu'elle est autonome : elle sélectionnait ainsi les projets avec la coopération des instances locales et fédérales, mais les administre avec son propre personnel et ses propres moyens. Il travailla avec la Première dame Eleanor Roosevelt pour diffuser et défendre les programmes d'aide du New Deal. Il se consacre par la suite aux villes les plus touchées par la Grande Dépression.
Des critiques s'élèvent contre la WPA, qui, avec deux millions d'employés, votait à 90 % en faveur des démocrates : on l'accuse ainsi d'être la première machine politique du pays. D'autres disent que les chefs d'entreprises avaient initié son action plusieurs décennies avant lui. Il ne put participer officiellement aux côtés de Roosevelt à la campagne présidentielle pour les élections de 1940 en raison du Hatch Act qui rend illégale toute utilisation du WPA à des fins politiques.

### L'éminence grise de Franklin Roosevelt contre l'Allemagne et le Japon
Dès le 10 mai 1940, quand le Reich commence son offensive à l'Ouest, Harry Hopkins s'installe de façon permanente à la Maison-Blanche et devient l'éminence grise et le conseiller de Franklin Roosevelt en politique étrangère. Au printemps 1941, il se rend en Grande-Bretagne pour y rencontrer le Premier ministre Winston Churchill et évaluer les capacités militaires et industrielles de la Grande-Bretagne. En juillet, après l'attaque allemande contre l'URSS, alors que les désastres s'accumulent pour l'Armée rouge, il se rend à Moscou où, malgré l'isolationnisme américain, il assure Staline du soutien américain, puis, à son retour à Washington, il assure Roosevelt du calme et de la détermination de Staline. Alors que l'opinion publique américaine était résolument hostile à ce que les États-Unis s'engagent dans la guerre, Harry Hopkins incite Franklin Roosevelt à l'intransigeance vis-à-vis du Reich pour obliger Adolf Hitler à entrer le premier en guerre contre les États-Unis : ainsi, il propose à Franklin Roosevelt la loi prêt-bail (Lend-Lease), en mars 1941, d'un montant total de 50 milliards de dollars, soit 667 milliards de 2010.
Ce soutien financier et matériel permit aux États-Unis de fournir gratuitement de l'armement à la Grande-Bretagne, exsangue financièrement, puis d'escorter par la marine américaine les convois à travers l'Atlantique, enfin, de riposter et d'attaquer les sous-marins allemands pour sécuriser les convois, alors que les États-Unis sont théoriquement neutres. Cette politique d'entrée en guerre fut progressivement mise en œuvre pour y habituer l'opinion américaine.
À l'été 1941 Hopkins étend le prêt-bail à l'URSS victime de l'attaque nazie, et en garde la gestion pendant toute la durée de la guerre. Après l'attaque de Pearl Harbor en décembre 1941, il encourage Franklin Roosevelt à donner la priorité absolue à la lutte contre le Reich en Europe au lieu du Pacifique, parce qu'il considère l'Allemagne comme l'ennemi principal et le sauvetage de l'Union soviétique comme une priorité absolue pour vaincre Hitler et établir un ordre mondial antifasciste après-guerre. En 1943, Hopkins participe aux conférences de Casablanca, du Caire et de Téhéran, mais, du fait de son statut d'éminence grise, son influence s'étend à toutes les conférences interalliées, sa parole valant pour celle de Franklin Roosevelt. Hopkins, qui peut rencontrer Staline sans demander d'audience, conseille à Roosevelt de ne pas engager de forces américaines dans la campagne du Dodécanèse mais de débarquer uniquement en Italie et en France, laissant ainsi le champ libre à l'URSS en Europe centrale et orientale : Churchill devra renoncer à toute prétention de ce côté pour obtenir de Staline que la Grèce reste dans la zone d'influence britannique.
Le Vatican honore Hopkins du protocole d'un chef d'État lorsqu'en février 1945, le pape Pie XII le reçoit pour le mettre en garde contre le « danger communiste » juste avant la conférence de Yalta, mais en fait, l'essentiel était alors déjà joué, Yalta étant surtout une officialisation des décisions antérieures. Après la mort de Franklin Roosevelt, Harry S Truman garde à ses côtés Hopkins qui participe très activement à la conférence de Potsdam.
Jean Monnet, qui entre 1940 et 1943 animait le British Supply Council, en coordonnant le Victory Program à Washington, écrit que Hopkins était « le conseiller le plus influent du Président des Etats-Unis » et qu'« en fait, il était le chef d'état-major officieux de la puissance américaine ».

## Idéaliste naïf, habile agent d'influence ou géopoliticien froid?
Les exégètes de la période et les biographes de Roosevelt et de Hopkins débattent pour savoir si la politique si favorable à l'URSS qu'il a soutenue avec constance dès avant l'attaque nazie de l'été 1941, relève de la naïveté ou d'un engagement idéologique conscient. Des auteurs comme John Earl Haynes (en), Harvey Klehr (en) et David Roll pensent qu'il était simplement naïf et trop confiant, croyant sincèrement en la pérennité de l'alliance soviéto-américaine et en la possibilité de démocratiser le régime stalinien, et imprégnant Franklin Roosevelt du même état d'esprit. Cependant, d'autres le soupçonnent d'avoir été un agent d'influence soviétique conscient, mais les deux thèses n'excluent pas l'une de l'autre. Après sa mort, en décembre 1949, pendant la « chasse aux sorcières », Hopkins fut accusé par George Racey Jordan devant le House Un-American Activities Committee d'avoir transmis des secrets nucléaires à l'URSS, et d'autres auteurs comme Eduard Mark (1998) pensent qu'il a été traité par des agents du NKVD tel Iskhak Akhmerov (en) et qu'il aurait eu chez ce dernier le nom de code « source 19 ».
Il est possible que Hopkins ait incité Roosevelt à soutenir Staline de façon inconditionnelle simplement parce que les intérêts américains et soviétiques étaient alors convergents : tout d'abord, écraser l'Allemagne et ensuite, se partager le monde en zones d'influence. Dans cet esprit, l'Europe de l'Ouest, avec laquelle les États-Unis ont les relations commerciales et culturelles les plus étroites et d'où vient la plupart des émigrants, sera réservée à l'influence américaine, et l'Europe de l'Est, constituée d'États faibles et reconstitués ou indépendants depuis peu, sera abandonnée à l'influence soviétique.
Quoi qu'il en soit, Roosevelt et Hopkins ont complètement ignoré la nature et les buts du régime soviétique ainsi que la personnalité de Staline, qu'ils appelaient familièrement « Oncle Joe ». La suite montra, mais après leurs décès respectivement en 1945 et 1946, que ni la pérennité de l'alliance soviéto-américaine ni la démocratisation du bloc communiste n'étaient des perspectives réalistes. De Gaulle et Churchill, plus lucides, avaient anticipé la rupture future une fois l'ennemi commun disparu.